# Oecetis australis
Oecetis australis är en nattsländeart som först beskrevs av Banks 1920.  Oecetis australis ingår i släktet Oecetis och familjen långhornssländor. Inga underarter finns listade i Catalogue of Life.